# Colegio Darío Salas
Colegio Darío Salas es un colegio de la ciudad de Chillán. Pertenece a la Corporación Educacional Darío Salas. Es un colegio particular subvencionado. Actualmente hay 5 establecimientos y un Organismo Técnico de Capacitación, dos ubicados en Chillán y tres ubicados en Chillán Viejo. Respectiva institución, tiene el nombre en homenaje a Darío Salas Díaz.

## Historia del colegio
Este Colegio se creó en favor de los grupos con una situación socioeconómica media baja, con escasos ingresos y con dificultades familiares. Otros provienen de comunas rurales cercanas, quienes viajan diariamente o se albergan en hogares y pensiones.
En este contexto, la SOCIEDAD EDUCACIONAL DARÍO SALAS ha venido abriendo nuevas perspectivas de progreso e innovación ininterrumpidamente desde 1981, al impartir enseñanza pre-básica, básica, media (Humanístico- Científica y Técnico Profesional) y adultos; y ubicando exitosamente a sus egresados en un importante porcentaje anual en las universidades, institutos armados y en las principales empresas de Chillán y la Región.
Desde sus inicios esta sociedad educacional ha venido planteando a las autoridades de diversas organizaciones, a vecinos y apoderados de la Región de Ñuble; la necesidad de crear, fortalecer y diversificar la enseñanza Técnico Profesional.
En 1987 comenzó una nueva etapa en esta fructífera gestión, al iniciar la construcción de un colegio definitivo en una extensa propiedad en el sector norte de la ciudad. Es así como sus labores docentes se han desarrollado en el local que es el que ocupa actualmente en Av. Padre A. Hurtado N° 648.

## Colegio Técnico Profesional de Chillán

### Historia
A partir de 1992, por Resolución Exenta de Educación N.º 1108, el primer colegio fundado en 1981 deja de impartir Educación Media Científico Humanista y se transforma en MEDIA TÉCNICO PROFESIONAL (COMERCIAL), con las especialidades de Contabilidad, Secretariado Ejecutivo y Ventas y Publicidad. Esta innovación significó una solución a los anhelos de estudiar de más 500 alumnos que anualmente no podían ingresar al único Liceo Comercial de la ciudad y que por razones económicas se veían impedidos de seguir carreras universitarias, pasando a engrosar la interminable columna de jóvenes sin posibilidad de encontrar un trabajo. En 1996, buscando nuevas posibilidades de fuente de trabajos e innovación curricular, se incorpora la especialidad de Secretariado de Servicios Judiciales, alcanzando una matrícula superior a los 2.000 alumnos de kinder a cuarto medio.

### Carreras
- Contabilidad
- Administración mención logística
- Administración mención recursos humanos

## Colegio Tecnológico de Chillán Viejo

### Historia
Ante la sorprendente realidad de no existir Educación Media en la comuna de Chillán Viejo y por la real demanda de educación técnico - profesional en la entonces Provincia de Ñuble (hoy Región de Ñuble), comenzó en el 2002 a funcionar el COLEGIO TECNOLÓGICO DARÍO SALAS, por Resolución Exenta de Educación n.º 1024, impartiendo las especialidades de Electricidad, Electrónica y Telecomunicaciones en jornada escolar completa, y hoy en día integrando los cursos de 7 y 8 básico.
Sin embargo no hay que dejar de lado su gran infraestructura, con una moderna cancha de pasto sintético, su piscina temperada, única en la comuna de Chillán Viejo, su renombrada banda de guerra, la cual participa de uno de los desfiles más importantes de la comuna que es el 20 de agosto, siendo la única banda que deleita tocando su marcha junto a la banda del ejército.

### Carreras
- Electricidad
- Electrónica
- Telecomunicaciones

## Colegio Bicentenario De Excelencia Darío Salas Chillán Viejo

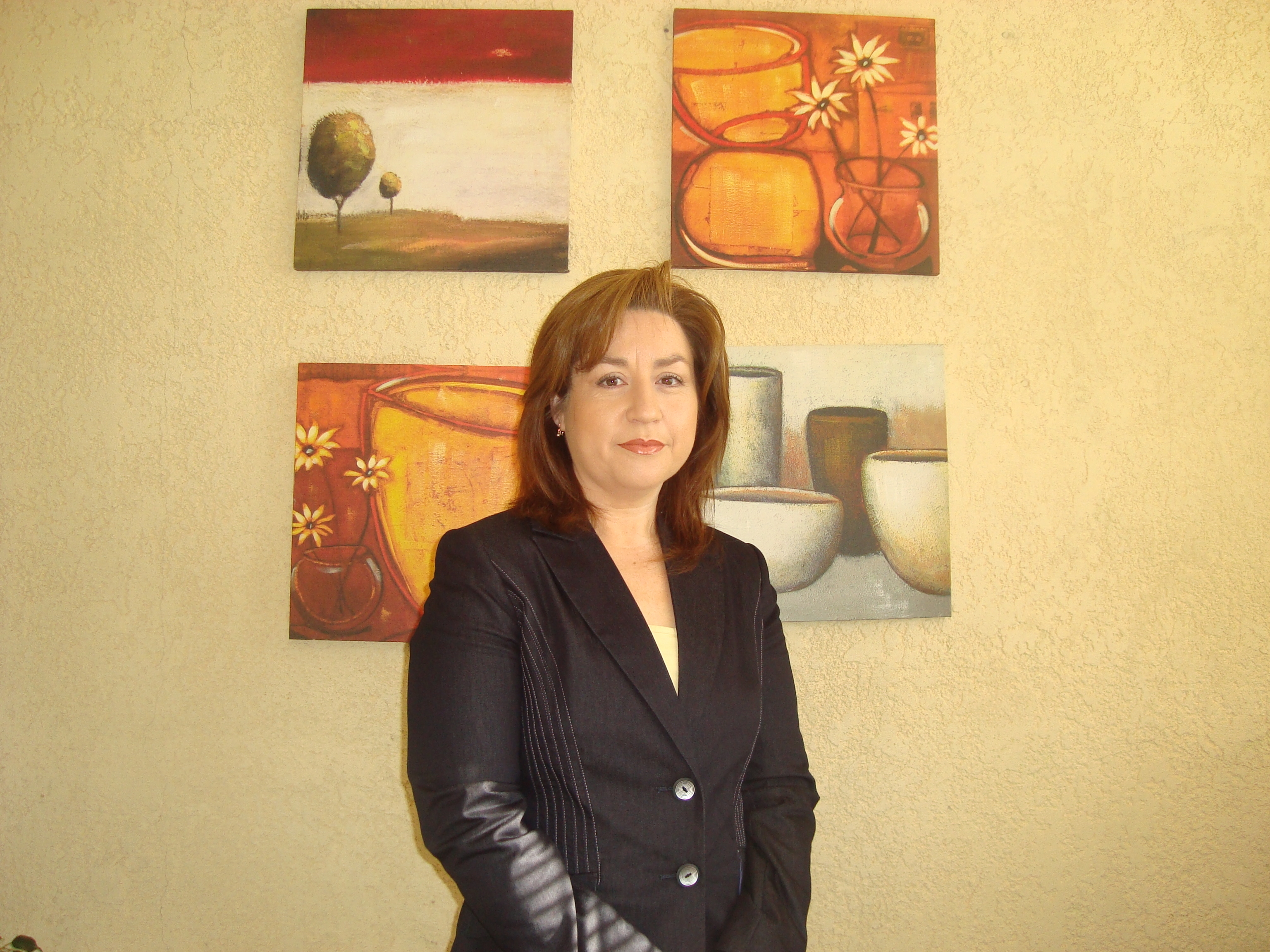
Directora Colegio Bicentenario De Excelencia Darío Salas Chillán Viejo
Sra. Carmen Martínez Acuña

### Historia
El Colegio Darío Salas Chillán Viejo fue fundado en 1998 por la Corporación Educacional Darío Salas, a raíz de la creciente demanda por matrícula, en la vecina comuna de Chillán Viejo, se crea por Resolución Exenta de Educación n.º 1104, un establecimiento que imparte enseñanza pre-básica y básica en jornada escolar completa, transformándose en una real alternativa de progreso y crecimiento personal para muchos niños y niñas.
Establecimiento de características Particular Subvencionado con financiamiento compartido, atiende alumnos desde el Primer Nivel de Transición hasta Primer Año de Educación Media (NM1), para el año 2012 se incorpora el nivel de 3° medio. Impartiendo Jornada Escolar Completa desde Primero Básico (NB1) Rol Base de Datos 17735-0 Se encuentra ubicado en el sector urbano de la comuna de Chillán Viejo, en calle Baquedano N.º 764.

## Colegio de Adultos Darío Salas

### Historia
En el año 2003, movidos por las solicitudes de las autoridades, apoderados y vecinos de las comunas de Chillán y Chillán Viejo, se creó por Resolución Exenta de Educación n.º 1363, el COLEGIO DE ADULTOS DARÍO SALAS, destinado a la enseñanza para personas adultas. Cuenta con enseñanza humanístico-científico y técnico-profesional.

## Cadasa Ltda.

### Historia
Al disponer de la infraestructura en diversos establecimientos, creó en el 2003 un Organismo Técnico de Capacitación autorizado por el SENCE para realizar actividades de capacitación, que principalmente se centró en la ejecución de cursos presenciales de corta duración en las áreas de la Informática, Gestión de Recursos Humanos, Educación y Prevención de Riesgos Laborales.
A partir, del año 2005, la Corporación Darío Salas asume el desafío de adecuarse a las modificaciones de la Ley 19.967 del SENCE, que estableció que las empresas del rubro se deberán dedicar exclusivamente a la capacitación y disponer de la certificación bajo la Norma NCh 2728, establecida como Norma Oficial de la República por la RE N.º 155 del Ministerio de Economía.
Dada la diversidad de actividades establecidas en la constitución de esta Sociedad Educacional Limitada, se decidió constituir una nueva sociedad denominada CADASA LIMITADA, con personalidad jurídica cuyo único objeto social es la prestación de servicios de capacitación.
Simultáneamente, este nuevo Organismo Técnico de Capacitación inició su proceso de implementación de un Sistema de Gestión de Calidad, no sólo para obtener la autorización del SENCE como OTEC, sino con las metas de mejorar los estándares de calidad de los servicios ofrecidos y asegurar la calidad de la oferta de capacitación a los usuarios”